# Цимбалюк Дмитро Олександрович
Дмитро Олександрович Цимбалюк (нар. 19 грудня 1991) — український борець греко-римського стилю, бронзовий призер чемпіонату Європи. Майстер спорту міжнародного класу з греко-римської боротьби.

## Життєпис
Боротьбою почав займатися з 2001 року. У 2010 році завоював срібну медаль чемпіонату Європи серед юніорів.
Виступає за спортивний клуб Запоріжжя. Чемпіон України. Тренери — Іван Цепін, Сергій Гороховір.

## Спортивні результати на міжнародних змаганнях

### Виступи на Чемпіонатах світу
| Змагання                        | Збірна  | Вагова категорія                 | Місце |
| ------------------------------- | ------- | -------------------------------- | ----- |
| Чемпіонат світу з боротьби 2013 | Україна | греко-римська боротьба, до 60 кг | 13    |
| Чемпіонат світу з боротьби 2015 | Україна | греко-римська боротьба, до 59 кг | 32    |
| Чемпіонат світу з боротьби 2017 | Україна | греко-римська боротьба, до 59 кг | 5     |
| Чемпіонат світу з боротьби 2018 | Україна | греко-римська боротьба, до 60 кг | 22    |

### Виступи на Чемпіонатах Європи
| Змагання                         | Збірна  | Вагова категорія                 | Місце  |
| -------------------------------- | ------- | -------------------------------- | ------ |
| Чемпіонат Європи з боротьби 2016 | Україна | греко-римська боротьба, до 59 кг | Бронза |
| Чемпіонат Європи з боротьби 2018 | Україна | греко-римська боротьба, до 67 кг | 19     |

### Виступи на інших змаганнях
| Змагання                                                         | Збірна  | Вагова категорія                 | Місце  |
| ---------------------------------------------------------------- | ------- | -------------------------------- | ------ |
| Меморіал Кристьяна Палусалу 2011                                 | Україна | греко-римська боротьба, до 60 кг | Бронза |
| Кубок Хапаранди з боротьби 2011                                  | Україна | греко-римська боротьба, до 60 кг | Срібло |
| Кубок Арво Хаавісто 2012                                         | Україна | греко-римська боротьба, до 60 кг | Золото |
| Золотий Гран-прі з боротьби 2013 (Сомбатгей)                     | Україна | греко-римська боротьба, до 60 кг | 5      |
| Кубок Азовмаша 2013                                              | Україна | греко-римська боротьба, до 60 кг | Золото |
| Гран-прі Німеччини з боротьби 2013                               | Україна | греко-римська боротьба, до 60 кг | Срібло |
| Золотий Гран-прі з боротьби 2013 (Баку)                          | Україна | греко-римська боротьба, до 60 кг | 19     |
| Турнір Вехбі Емре 2014                                           | Україна | греко-римська боротьба, до 59 кг | Бронза |
| Турнір Дана Колова — Ніколи Петрова 2014                         | Україна | греко-римська боротьба, до 59 кг | 11     |
| Гран-прі Іспанії з боротьби 2015                                 | Україна | греко-римська боротьба, до 59 кг | 5      |
| Кубок Владислава Пітласинські 2015                               | Україна | греко-римська боротьба, до 59 кг | 25     |
| Київський Міжнародний турнір з боротьби 2016                     | Україна | греко-римська боротьба, до 59 кг | Бронза |
| Олімпійський кваліфікаційний турнір з боротьби 2016 (Улан-Батор) | Україна | греко-римська боротьба, до 59 кг | 5      |
| Олімпійський кваліфікаційний турнір з боротьби 2016 (Стамбул)    | Україна | греко-римська боротьба, до 59 кг | Бронза |
| Чемпіонат України з греко-римської боротьби 2016                 | Україна | греко-римська боротьба, до 66 кг | Бронза |
| Золотий Гран-прі з боротьби 2016                                 | Україна | греко-римська боротьба, до 59 кг | 7      |
| Київський Міжнародний турнір з боротьби 2017                     | Україна | греко-римська боротьба, до 59 кг | 7      |
| Турнір Дана Колова — Ніколи Петрова 2017                         | Україна | греко-римська боротьба, до 66 кг | 12     |
| Київський Міжнародний турнір з боротьби 2018                     | Україна | греко-римська боротьба, до 63 кг | 8      |
| Турнір Дана Колова — Ніколи Петрова 2018                         | Україна | греко-римська боротьба, до 63 кг | 10     |
| Турнір Вехбі Емре і Гаміта Каплана 2018                          | Україна | греко-римська боротьба, до 63 кг | 5      |
| Гран-прі Німеччини з боротьби 2018                               | Україна | греко-римська боротьба, до 63 кг | Срібло |
| Гран-прі Угорщини з боротьби 2019                                | Україна | греко-римська боротьба, до 63 кг | 7      |
| Тор Мастерс 2019                                                 | Україна | греко-римська боротьба, до 63 кг | 5      |

### Виступи на змаганнях молодших вікових груп
| Змагання                                       | Збірна  | Вагова категорія                 | Місце  |
| ---------------------------------------------- | ------- | -------------------------------- | ------ |
| Чемпіонат Європи з боротьби серед юніорів 2010 | Україна | греко-римська боротьба, до 55 кг | Срібло |
| Чемпіонат світу з боротьби серед юніорів 2010  | Україна | греко-римська боротьба, до 55 кг | 5      |
| Чемпіонат Європи з боротьби серед юніорів 2011 | Україна | греко-римська боротьба, до 60 кг | 20     |
| Чемпіонат світу з боротьби серед юніорів 2011  | Україна | греко-римська боротьба, до 60 кг | 28     |